# Baugy, Oise

Baugy este o comună în departamentul Oise, Franța. În 1 ianuarie 2022 avea o populație de 284 de locuitori.